# Подолье (Новгородская область)
Подолье — деревня в Шимском районе Новгородской области в составе Подгощского сельского поселения.

## География
Находится в западной части Новгородской области на расстоянии приблизительно 5 км на юго-восток по прямой от районного центра поселка Шимск.

## История
На карте 1840 года была обозначена как поселение с 28 дворами. В 1909 году здесь (деревня Старорусского уезда Новгородской губернии) было учтено 33 двора

## Население
Численность населения: 157 человек (1909 год), 1 (русские 100 %) в 2002 году, 3 в 2010.